# دنسی (ویسکانسین)
دنسی (به انگلیسی: Dancy) یک منطقهٔ مسکونی در ایالات متحده آمریکا است که در شهرستان ماراتون، ویسکانسین واقع شده‌است. دنسی ۳۴۴٫۱۲ متر بالاتر از سطح دریا واقع شده‌است.